# Singapore Expo

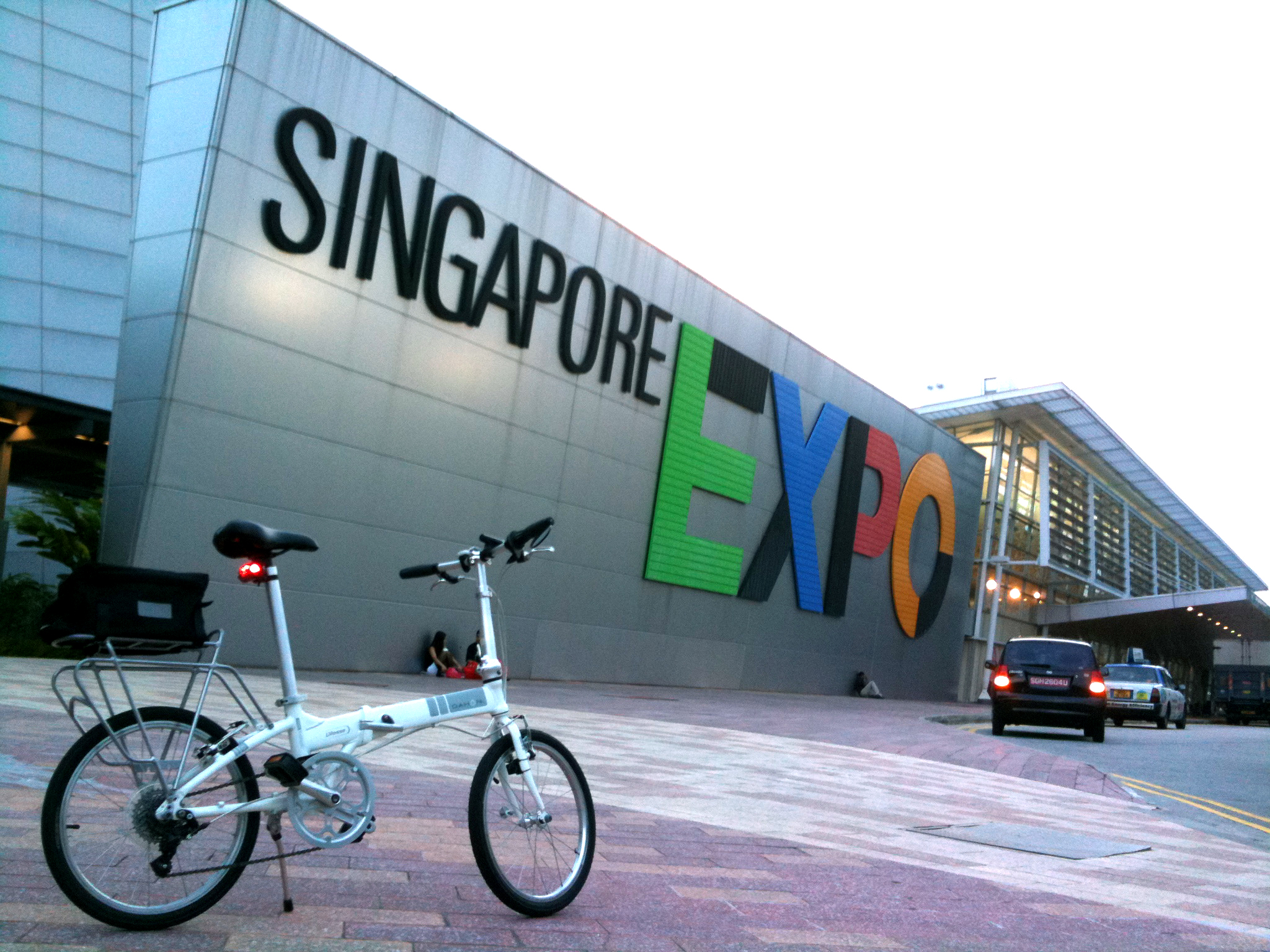
Singapore Expo (2009)

Die Singapore Expo (chinesisch: 新加坡 新加坡 博览) ist der größte Kongress- und Ausstellungsort in Singapur.

## Geografie
Das etwa 33 Hektar große Messegelände liegt im Südosten Singapurs im Ortsteil Tampines, etwa zwei Kilometer im Landesinneren. Es verfügt über zehn Hallen mit über 100.000 Quadratmetern Innenflächen, einen zweigleisigen Bahnanschluss und ein Helipad.
Der Flughafen Singapur befindet sich zwei Kilometer östlich. Die anderen Orte in der Nähe der Singapore Expo sind die Singapore University of Technology and Design sowie in Changi City Point, UE BizHub East und ITE College East.

## Geschichte
Da die Ausstellungsfläche im World Trade Center abgerissen werden sollte, wurde ein Ersatzgelände von mehr als 34.000 Quadratmeter Hallenfläche benötigt. Der Bau des Gebäudes begann am 30. Mai 1997 trotz der Auswirkungen der asiatischen Finanzkrise und wurde zwei Jahre später mit der Eröffnung des Gebäudes am 4. März 1999 abgeschlossen. Kritiker sagten voraus, dass die Hallen durch ihre relativ abgelegene Lage im Vergleich zum alten World Trade Centre oder dem Singapore International Convention and Exhibition Centre (jetzt als Suntec Singapore International Convention and Exhibition Centre bekannt) nicht ausreichend genutzt würden. Busse und Taxis waren die Hauptverkehrsmittel, mit denen die Pendler die Expo erreichten. Die Kapazität dieser reichte jedoch bei Spitzenbelastungen nicht aus. Dies führte zu einem dringenden Bedarf an einer MRT-Station, die an die MRT-Strecke zum Flughafen Changi und in die Stadt angebunden ist, wodurch sowohl die Bus- als auch die Taxidienste entlastet wurden.
Die errichteten Gebäude wurden von PSA International für 220 Mio. Dollar finanziert (ohne die Kosten für die Erweiterung um 40.000 m²) und werden vom Ministerium für Handel und Industrie verwaltet. Das Regierungsgebäude, das derzeit von Temasek Holdings, Singex Venues Private Limited, verwaltet wird, wurde von Cox Richardson Rayner entworfen.

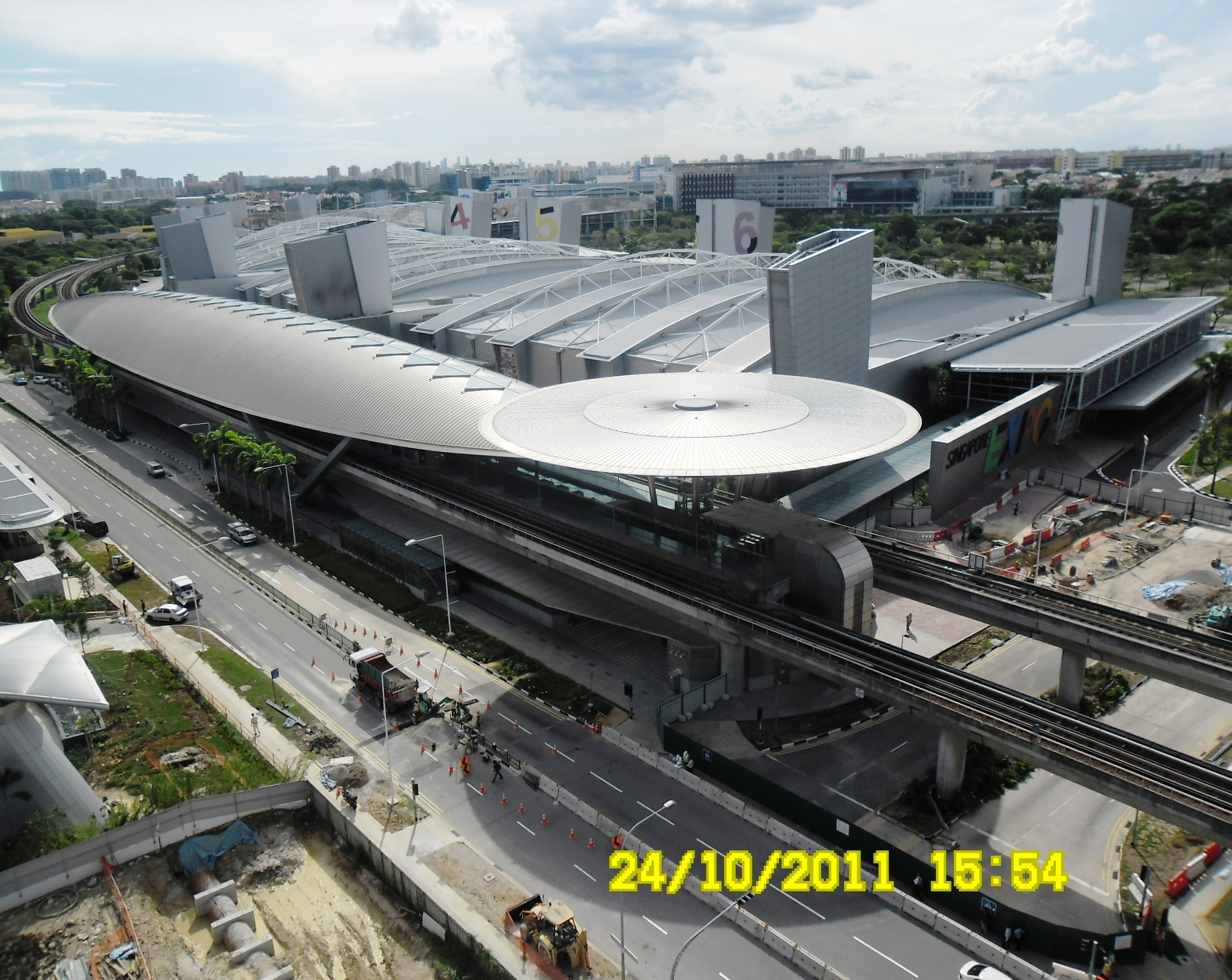
Bahnstation und die Hallen 1–6

Bis 2003 veranlasste die Nachfrage nach immer größeren Ausstellungsflächen die Singapore Expo, weiter zu expandieren. Dies war insbesondere als Reaktion auf die Bedürfnisse der IMTA Asia, eine Militärkonferenz, die vom 17. bis 21. Oktober 2005 stattfand. Schon bei der ersten Messe wurde die Gesamtfläche von 60.000 m² genutzt. So entstand weiterer Expansionsdruck, da es in Singapur keine größere Messe gab. Als Reaktion darauf wurde eine neue Erweiterung von 40.000 Quadratmetern mit vier weiteren Hallen neben den bestehenden Hallen erbaut. Sie wurde am 15. September 2005 fertiggestellt. Die Erweiterung umfasst einen Mehrzweck-Veranstaltungssaal und ein Auditorium für Versammlungen, Seminare, Konferenzen, Kongresse, Konzerte und andere Sonderveranstaltungen, bei denen mit einer hohen Besucherzahl zu rechnen ist. Diese ist als The MAX Pavilion, bekannt.
Seit 2001 vermietet die Bethesda Community Church die Singapore EXPO Meeting Rooms für wöchentliche Gottesdienste. Seit Dezember 2005 nutzte die größte Kirche Singapurs, die City Harvest Church, wöchentlich die Halle 8 der Singapore Expo, während die Faith Community Baptist Church die Halle 10 (The MAX Pavilion) nutzte. Dies endete, als die Urban Redevelopment Authority neue Bestimmungen für die Nutzung durch religiöse Organisationen erließ, die seit Februar 2011 nicht mehr als 1900 Quadratmeter mieten dürfen.
Mit der MAX Atria @ Singapore Expo, die am 22. März 2012 eröffnet wurde, wurde eine weitere Erweiterung vorgenommen, um den veränderten Anforderungen der Teilnehmer von Messen und Ausstellungen gerecht zu werden. Das Gebäude wurde klimaorientiert entworfen und bot als eine der ersten Einrichtungen dieser Art den Besuchern freies WLAN an.

## Verkehr
Das Messegelände wird von der East West Line und der Downtown Line über die Expo MRT Station angefahren. Die East West Line Station befindet sich in der Changi South Avenue 1, während sich die Downtown Line Station am Expo Drive befindet. Vom 2. Oktober 2011 bis Mai 2017 war der Expo Drive für die Bauarbeiten der Station Downtown Line geschlossen. Der Verkehr wurde auf die neu eröffnete Somapah Road umgeleitet, die am 26. September 2011 eröffnet wurde. Seit dem 21. Oktober 2017 verkehren auch die Busse 20 und 118 über diese Station.